# Chōko Iida
Chōko Iida (飯田蝶子 Iida Chōko?, n. 15 aprilie 1897, Tokyo⁠(d), Tōkyō, Japonia – d. 26 decembrie 1972, Tokyo⁠(d), Tōkyō, Japonia) a fost o actriță japoneză de film. Numele ei real a fost Tefu Shigehara. A interpretat roluri de femei din clasa muncitoare și de femei bătrâne și a apărut în peste 300 de filme. Soțul ei a fost cameramanul Hideo Shigehara.

## Biografie

### Tinerețea
Iida s-a născut pe 15 aprilie 1897 în districtul Asakusa al metropolei Tokyo. Deși tatăl ei era un mic funcționar la Ministerul Comunicațiilor, familia nu avea mulți bani, așa că, la vârsta de doi ani, Iida a fost trimisă să locuiască cu bunica maternă. Iida era cea mai în vârstă din cei cinci copii, dar, din cauza sărăciei, copiii erau subnutriți și s-au îmbolnăvit de nictalopie. După ce a studiat la o școală primară particulară, Iida a fost admisă, cu ajutorul bunicii sale, la Ueno Koto Jogakko și a lucrat noaptea la o expoziție în aer liber pentru a-și ajuta financiar familia. În cele din urmă, ea a descoperit că îi place mai mult să lucreze decât să meargă la școală. A încetat să mai frecventeze școala timp de două luni până când expoziția sezonieră s-a închis odată cu venirea toamnei.

### Cariera de actriță
În 1913 Iida a început să lucreze la magazinul Matsuzakaya din districtul Ueno. A lucrat acolo pe mai multe posturi, inclusiv în departamentul de cusătorie și ca funcționară. În 1919 a început să scrie la un ziar de divertisment din districtul Nihonbashi. În toamna aceea, Matagoro Nakamura, un actor al teatrului kabuki, a publicat un anunț în Miyako Shinbun pentru angajarea unei actrițe care să joace într-un teatru numit Asakusa Koen Gekijo. Iida a fost angajată, dar a descoperit că toate rolurile ei erau de servitoare. Când directorul teatrului a murit în 1920, teatrul a fost dizolvat. Iida a încercat să se angajeze ca actriță la studiourile de film, dar a fost refuzată.

### Actriță la Shochiku Kamata

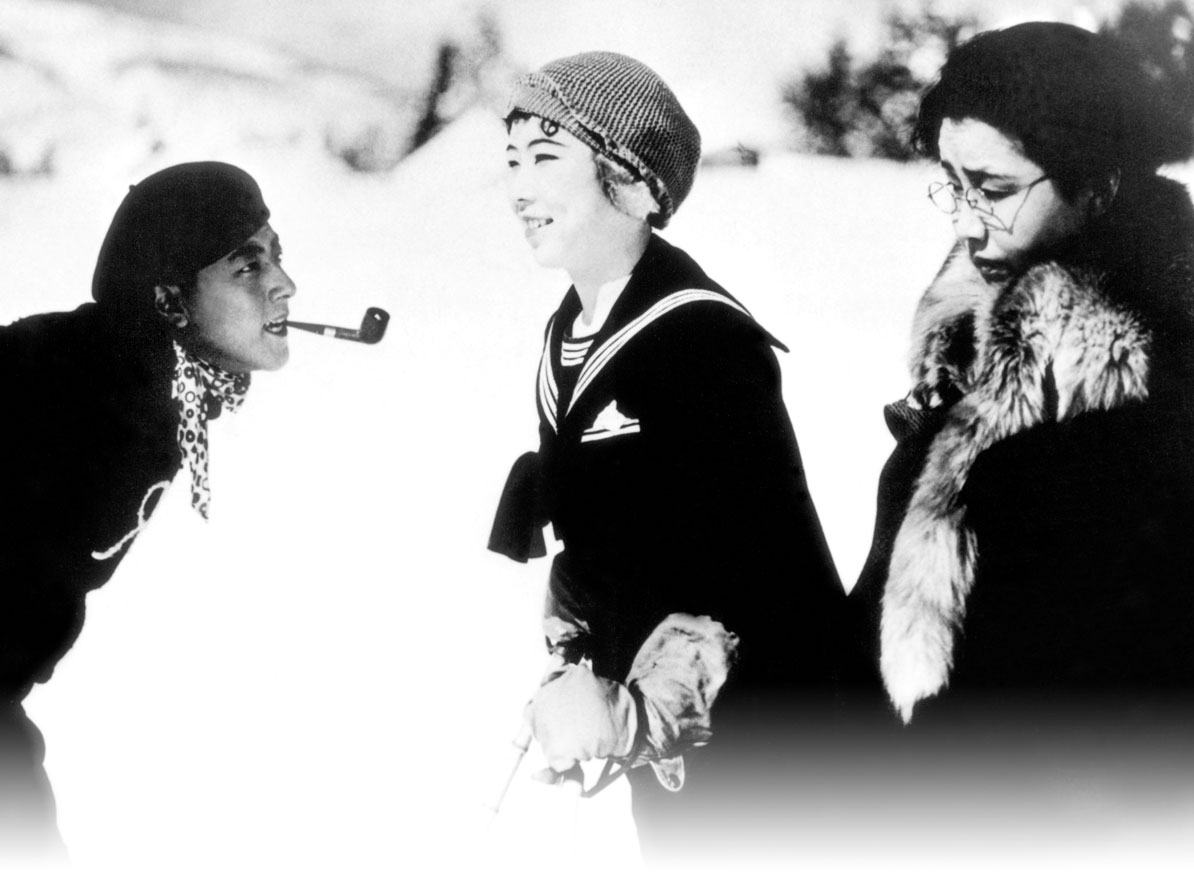
Zilele tinereții (1929)

În 1922 Iida și o prietenă din perioada când scria la ziar au încercat să se angajeze la studioul de film Shochiku Kamata Shashincho. Inițial a fost angajată doar prietena lui Iida, dar una dintre colegele lui Iida care lucra la Shochiku a intervenit și i-a încurajat pe decidenți să o angajeze pentru roluri secundare, cum ar fi rolurile de servitoare.
În ianuarie 1923 Iida a fost angajată oficial în cadrul companiei. Ea a debutat în filmul Shi ni iku tsuma. Primul ei film care a făcut-o celebră a fost Yami o iku, iar regizorul Yoshinobu Ikeda a lăudat-o pentru modul cum a interpretat o muncitoare neatrăgătoare sexual. Iida a obținut apoi recenzii bune pentru interpretarea rolului unei femei în vârstă în filmul Jinsei no Ai al lui Kiyohiko Ushihara. S-a mutat după scurt la un alt studio de film după Marele cutremur din Kanto din 1923, dar a revenit curând la studioul Shochiku Kamata în ianuarie 1924.

### Shochiku
În 1924, în timp ce interpreta o muncitoare în filmul Sweet Home al lui Ikeda, Iida și-a tăiat buza pe o ladă cu mere în timpul unei scene în care o ataca pe Moroguchi Tsuzuya. A avut nevoie de două copci și a hotărât să-și perfecționeze abilitățile actoricești. În luna iulie din acel an, Iida a fost solicitată să joace în mai multe comedii, precum Gamaguchi a lui Yoshino Jiro. În 1925 Iida a început instruirea pentru a deveni actriță principală cu Tokuji Kobayashi și Kaoru Futaba. În 1926 Iida a fost promovată oficial actriță principală, împreună cu Goro Morino. Iida s-a căsătorit cu operatorul de film Hideo Shigehara în 1927. Shigehara lucra deseori cu Yasujirō Ozu, iar Iida a interpretat roluri secundare în multe dintre filmele lui Ozu, precum Zilele tinereții și Corul din Tokyo. Pe măsură ce lumea filmului a trecut de la filmele mute la filmele sonore, Iida a început să studieze arta spectacolelor rakugo. Primul ei film sonor a fost Chushingura în 1932. Ulterior, ea a devenit cunoscută pentru stilul ei de interpretare expresivă din filmul O Story of Floating Weeds al lui Ozu.

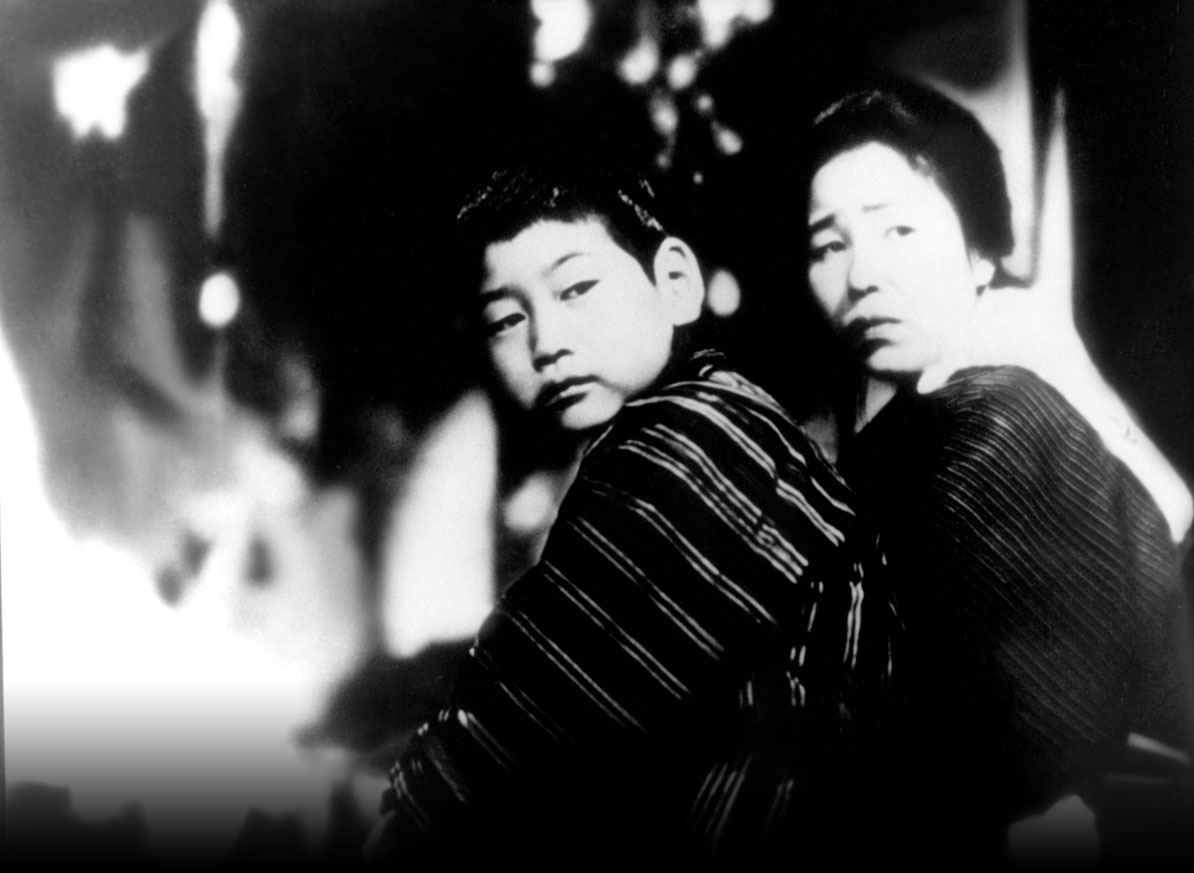
Singurul fiu (1936)

### Activitatea în perioada postbelică și moartea
Primul film al lui Iida după încheierea războiului în 1945 a fost Izu no Musumetachi al lui Heinosuke Gosho. Acest film a fost, de asemenea, ultimul film al lui Iida pentru studioul Shochiku, iar ea a devenit actor liber profesionist. A apărut apoi în Record of a Tenement Gentleman (1947) al lui Yasujirō Ozu, în Drunken Angel (1948) și în Stray Dog (1949) ale lui Akira Kurosawa, în Omul cu ricșa (1958) al lui Hiroshi Inagaki și în Hadaka no Taisho (1958) al lui Hiromichi Horikawa. De asemenea, ea a interpretat-o pe bunica personajului principal din seria Wakadaisho a companiei Toho. A apărut, de asemenea, în multe seriale de televiziune. A fost decorată cu Medalia de Onoare în 1963 și cu Ordinul Tezaurului Sacru în 1967. În același an soțul ei a murit.
Chōko Iida a apărut în peste 320 de filme între 1923 și 1970.
În timp ce filma pentru un serial de televiziune pe 26 iulie 1972, sănătatea lui Chōko Iida s-a agravat brusc. A fost adusă a doua zi la spital, unde a fost diagnosticată cu pleurezie. Chōko Iida a murit de cancer pulmonar la 26 decembrie 1972.

## Filmografie selectivă

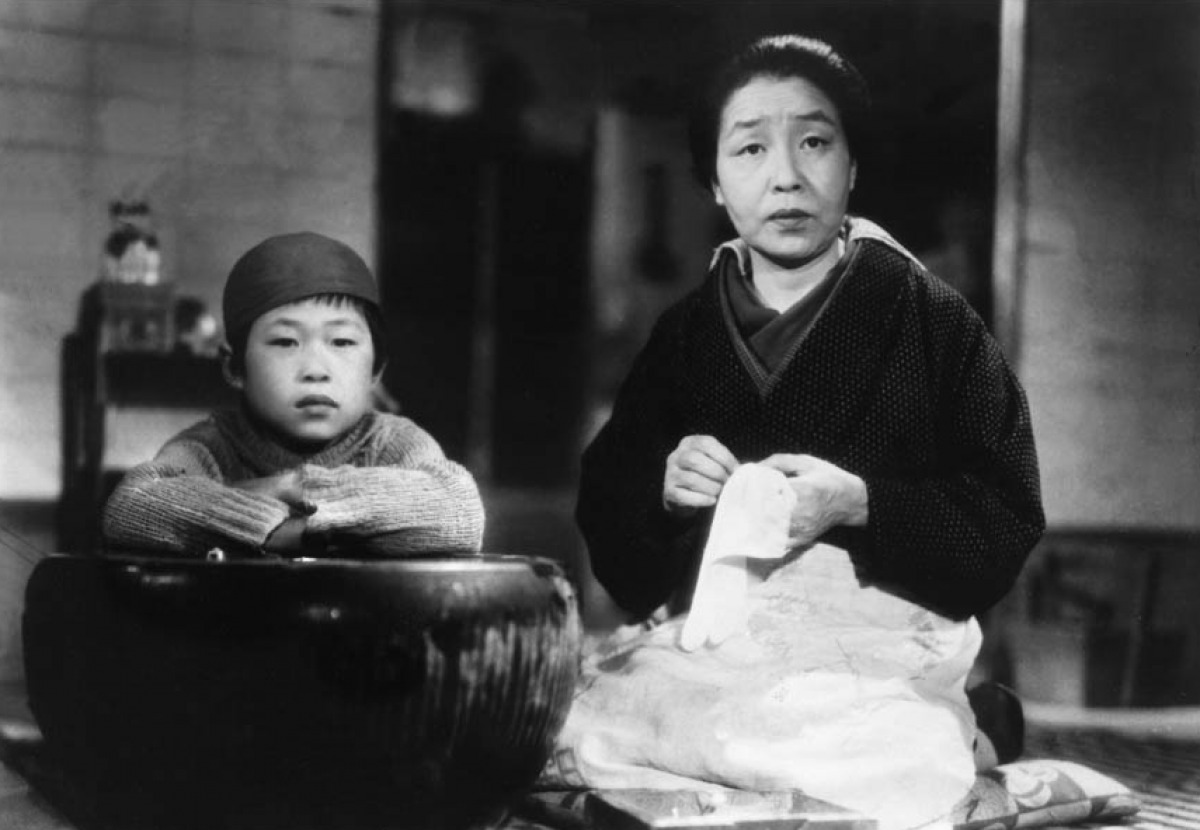
Hohi Aoki și Chōko Iida în Récit d'un propriétaire (1947).

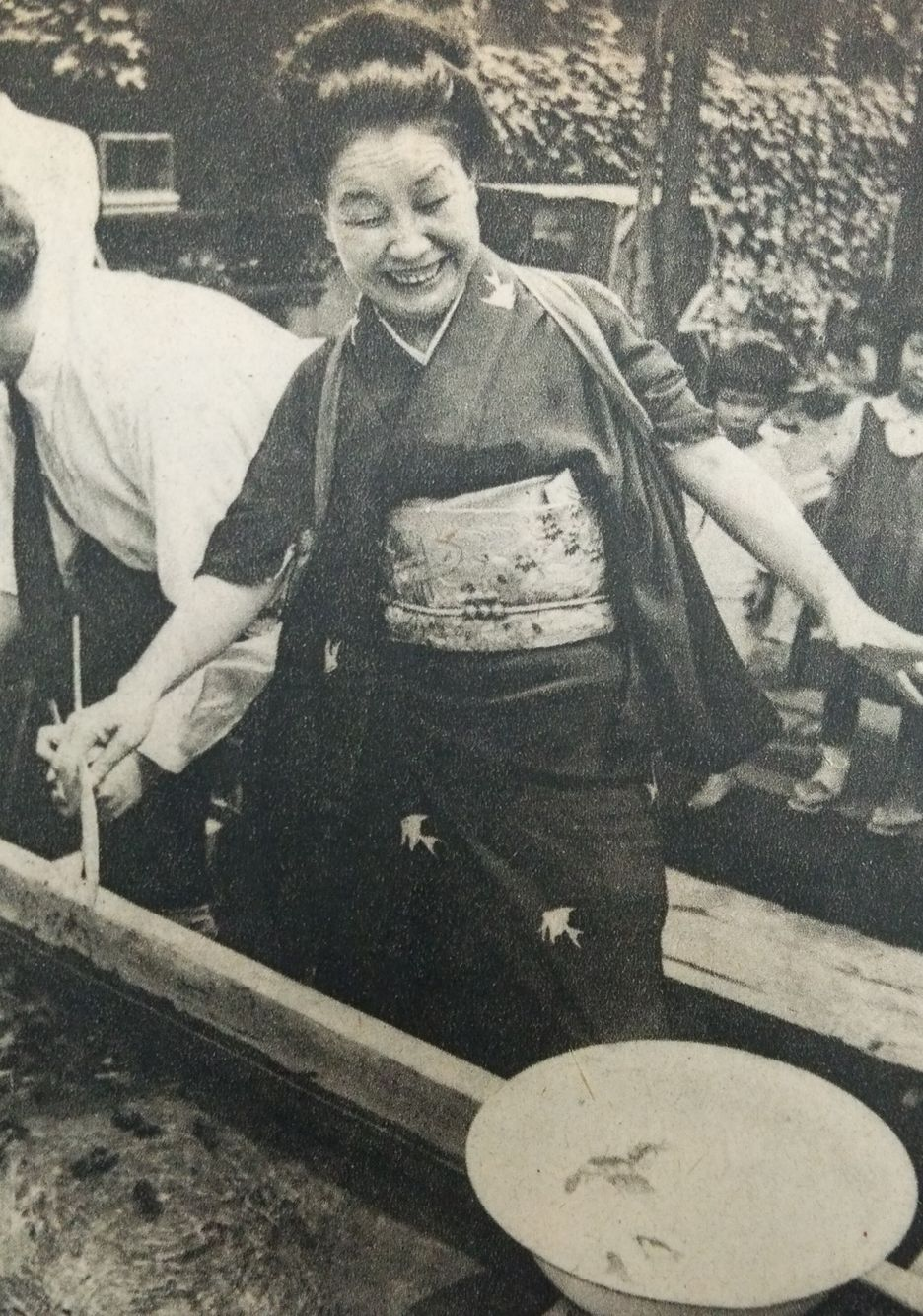
Chōko Iida în 1948.

- 1929: J'ai été diplômé, mais... (大学は出たけれど Daigaku wa deta keredo?), regizat de Yasujirō Ozu
- 1931: Le Chœur de Tokyo (東京の合唱 Tōkyō no kōrasu?), regizat de Yasujirō Ozu
- 1933: Cœur capricieux (出来ごころ Dekigokoro?), regizat de Yasujirō Ozu
- 1933: La Danseuse d'Izu (恋の花咲く 伊豆の踊子 Koi no hana saku Izu no odoriko?), regizat de Heinosuke Gosho
- 1933: L'Amour (愛撫 Aibu?), regizat de Heinosuke Gosho
- 1933: Après notre séparation (君と別れて Kimi to wakarete?), regizat de Mikio Naruse - patroana casei de gheișe
- 1933: Rêves de chaque nuit (夜ごとの夢 Yogoto no yume?), regizat de Mikio Naruse - proprietara barului
- 1933: Les Rêves de la jeune fille mariée (花嫁の寝言 Hanayome no negoto?), regizat de Heinosuke Gosho - o vecină
- 1934: L'Amour d'une mère (母を恋はずや Haha o kowazuya?), regizat de Yasujirō Ozu
- 1934: Histoire d'herbes flottantes (浮草物語 Ukikusa monogatari?), regizat de Yasujirō Ozu
- 1934: Yaé, ma petite voisine (隣の八重ちゃん Tonari no Yae-chan?), regizat de Yasujirō Shimazu
- 1935: Une jeune fille pure (箱入娘 Hakoiri musume?), regizat de Yasujirō Ozu - Otsune
- 1935: Une auberge à Tokyo (東京の宿 Tōkyō no yado?), regizat de Yasujirō Ozu
- 1935: Le Fardeau de la vie (人生のお荷物 Jinsei no onimotsu?), regizat de Heinosuke Gosho
- 1936: Le Fils unique (一人息子 Hitori musuko?), regizat de Yasujirō Ozu
- 1936: La Femme de la brume (朧夜の女 Oboroyo no onna?), regizat de Heinosuke Gosho
- 1936: Réunion de famille (家族会議 Kazoku kaigi?), regizat de Yasujirō Shimazu
- 1937: Qu'est-ce que la dame a oublié ? (淑女は何を忘れたか Shukujo wa nani o wasureta ka?), regizat de Yasujirō Ozu
- 1940: Nobuko (信子 Nobuko?), regizat de Hiroshi Shimizu - Okei
- 1941: Les Frères et Sœurs Toda (戸田家の兄妹 Todake no kyodai?), regizat de Yasujirō Ozu - Kiyo
- 1945: Les Demoiselles d'Izu (伊豆の娘たち Izu no musumetachi?), regizat de Heinosuke Gosho
- 1947: Récit d'un propriétaire (長屋紳士録 Nagaya shinshiroku?), regizat de Yasujirō Ozu
- 1947: Quatre histoires d'amour (四つの恋の物語 Yottsu no koi no monogatari?), regizat de Shirō Toyoda, Mikio Naruse, Kenta Yamazaki și Teinosuke Kinugasa[21]
- 1948: L'Ange ivre (醉いどれ天使 Yoidore tenshi?), regizat de Akira Kurosawa[22]
- 1949: Chien enragé (野良犬 Nora inu?), regizat de Akira Kurosawa[23]
- 1949: Le Fantôme de Yotsuya (四谷怪談 Yotsuya kaidan?), regizat de Keisuke Kinoshita
- 1951: Nous sommes vivants (どっこい生きてる Dokkoi ikiteru?), regizat de Tadashi Imai
- 1953: Les Oies sauvages (雁 Gan?), regizat de Shirō Toyoda
- 1955: Croissance (たけくらべ Takekurabe?), regizat de Heinosuke Gosho
- 1955: Journal d'un policier (警察日記 Keisatsu nikki?), regizat de Seiji Hisamatsu
- 1955: Maternité éternelle (乳房よ永遠なれ Chibusa yo eien nare?), regizat de Kinuyo Tanaka - Hide
- 1956: Umbre în plină zi (真昼の暗黒 Mahiru no ankoku?), regizat de Tadashi Imai
- 1957: Le Corbeau jaune (黄色いからす Kiiroi karasu?), regizat de Heinosuke Gosho
- 1957: Les Demi-frères (異母兄弟 Ibo kyōdai?), regizat de Miyoji Ieki - Masu
- 1958: Omul cu ricșa (無法松の一生 Muhomatsu no issho?), regizat de Hiroshi Inagaki - bătrâna Otora, proprietara hanului[18][24]
- 1958: Nuages d'été (鰯雲 Iwashigumo?), regizat de Mikio Naruse - Hide

## Premii și distincții
- 1963: Medalia de Onoare cu panglică purpurie
- 1967: Ordinul Tezaurului Sacru

## Legături externe
- Iida Choko la Internet Movie Database
- Iida Choko pe Japanese Movie Database